# Оттон II (граф Гелдерна)

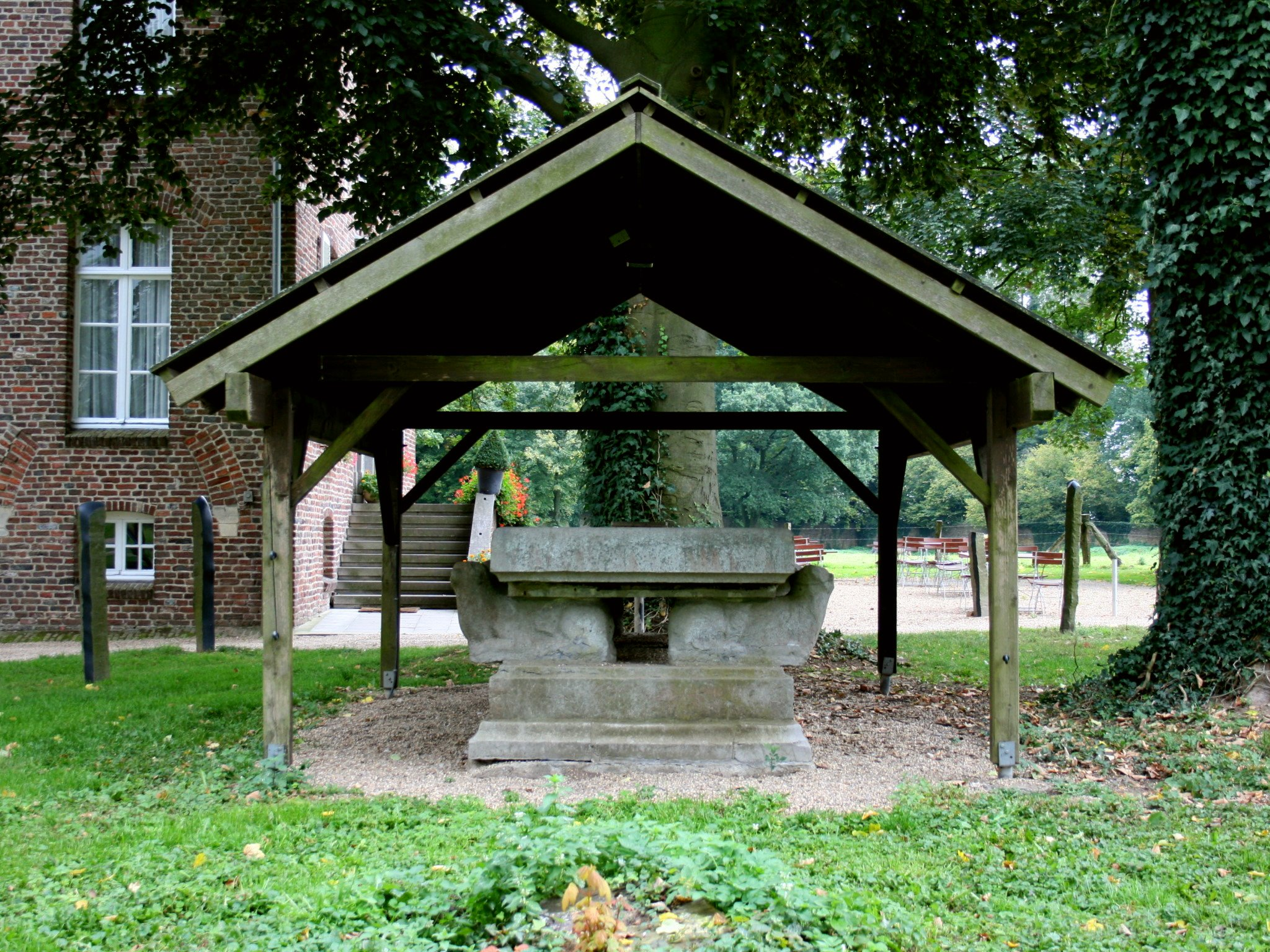
Могила Отона II в Гревентале

Оттон II Хромой (нем. Otto II. von Geldern genannt der Lahme; ок. 1215 — 12 января 1271) — граф Гелдерна и Цютфена с 1229 года. Сын Герхарда III Гелдернского и Маргариты Брабантской.
Неоднократно участвовал в локальных войнах с графами Клеве и епископами Утрехта, а также со своими соседями по вестфальским владениям — графами Равенсберга и Текленбурга, епископами Падерборна, Оснабрюка и Мюнстера.
В 1261 году был регентом Голландии при малолетнем графе Флорисе V. Поскольку в это время разгорелась борьба за регентство в Брабанте, которое оспаривали мать и дядя герцога, Оттон II Гелдернский считался самым могущественным князем Нидерландов.
Он основал несколько городов и даровал городские права многим коммунам, в числе которых Гелдерн (1229 год), Гох (1230 год), Рурмонд и Хардервейк (1231 год), Граве (1232 год), Эммерих (1233 год), Арнхем (1233 год), Детинхем (1236 год), Досбург (1237 год) и Вагенинген (1263 год). Развивал торговлю, строил дороги, что способствовало росту доходов от таможенных платежей.
Оттон II умер 12 января 1271 года и был похоронен в монастыре Грефенталь.

## Семья
В 1242 году Оттон Гелдернский женился на Маргарите (ум. 1251), дочери графа Клеве Дитриха V. Дети:
- Елизавета (ум. 1313), муж (1249) — герцог Берга Адольф V (ум. 1296)
- Маргарита (ум. 1286), муж (1262) — Ангеран IV, сеньор де Куси, виконт де Мо (ум. 1310).

Овдовев, в 1253 году Оттон женился на Филиппе де Даммартен (ум. 1279), дочери Симона де Даммартен, графа д’Омаль, и Марии, графини Понтьё. Дети:
- Рейнальд I (ок. 1260 — 1326), граф и герцог Гелдерна, граф Цютфена
- Филиппа (ум. 1294), не позднее 1275 г. вышла замуж за Вальрама II фон Фалькенбург (1253—1302)
- Маргарита († 1282/1287), с 1280 или ранее жена графа Клеве Дитриха VII (1256—1305).